# Caux-et-Sauzens
 Caux-et-Sauzens  es una población y comuna francesa, en la región de Languedoc-Rosellón, departamento de Aude, en el distrito de Carcasona y cantón de Alzonne.
Está integrada en la Communauté d'agglomération du Carcassonnais.

## Demografía
| 508 | 504 | 531 | 507 | 488 | 487 | 493 | 508 | 496 | 446 | 422 | 432 | 422 | 520 | 540 | 527 | 553 | 551 | 556 | 522 | 503 | 524 | 556 | 505 | 507 | 510 | 450 | 429 | 516 | 594 | 705 | 739 |
| Para los censos de 1962 a 1999 la población legal corresponde a la población sin duplicidades (Fuente: INSEE [Consultar]) |     |     |     |     |     |     |     |     |     |     |     |     |     |     |     |     |     |     |     |     |     |     |     |     |     |     |     |     |     |     |     |

Caux absorbió Sauzens entre 1790 y 1794, formándose la comuna actual.